# Dongguanhua
Dongguanhua of Dongguan-Hakka is een Hakka dialect dat oorspronkelijk werd gesproken in heel Dongguan. 
- Sino-Tibetaanse talen
  - Chinese talen
    - Hakka
      - Dongguanhua

## Ontwikkeling
Door migratie van Kantonnezen naar het gebied, beperkt het dialect nu zich tot enkele gebieden in het zuiden en oosten van Dongguan die grenzen aan Shenzhen en Huizhou. Nog maar achttien procent van de Dongguanse bevolking een Hakka dialect. En nog maar 32 grote gemeentes hebben veel Hakkasprekers. De gebieden Fenggang 鳳崗 en Qingxi 清溪 hebben grotendeels Dongguanhuasprekers. Het Standaardkantonees komt heden steeds vaker voor dan het Hakka dialect Dongguanhua. Standaardmandarijns en Zuidwest-mandarijn komt ook steeds vaker voor, omdat er veel fabrieken in Dongguan staan waarvan de werknemers meestal uit de provincies Hunan en Sichuan komen.